# Tokyopop
Tokyopop (раніше відома як Mixx) — видавець манґи англійською, німецькою і японською мовами. Компанію зареєстровано в Токіо, але має підрозділи в Каліфорнії, Великій Британії та Німеччині. TOKYOPOP ліцензує та видає манґу, манхву, аніме. Продукція TOKYOPOP поширюється в магазинах США, Канади, Ірландії, Австрії, Швейцарії та Великої Британії.

## Історія
Компанія була заснована в 1997 році Стюартом Леві та спочатку називалася Mixx.
Влітку 2004 року TOKYOPOP почала видавати манґу та манхву в Німеччині, в тому ж році був відкритий офіс у Великій Британії.
у 2010 році українське видавництво Перо випустило серію книг за ліцензіями TOKYOPOP:
- Принцеса Аі. Книга 1
- Warcraft. Легенди. Книга 1
- Зоряний шлях. До нових зірок
- Бізенгаст. Книга 1
- Поцілунок вампіра. Кровні брати. Книга 1
- Ангели ковчега. Книга 1
- Ван-вон Хантер. Книга 1

Нині (стан: 2021) TOKYOPOP займається також публікацією америманґи, і є найбільшим видавцем в цій галуззі
У 2022 році TOKYOPOP виступило видавцем коміксу PEREMOHA: Victory for Ukraine серед авторів якого були такі українські автори коміксів, як Олександр Корешков, Катерина Кошелева, Ігор Курилін, Богдана Вітковська, Назар Понік, Кирило Малов, Денис Фадєєв, В'ячеслав Бугайов, Олександр Філіпович, Едуард Ахрамович.